# Coelopyrena
Coelopyrena es un género con una especie de plantas con flores perteneciente a la familia Rubiaceae. 

## Especies
- Caelopyrena salicifolia